# Asesinato de Naomi Irion
Naomi Christine Irion (Houston, Texas; 25 de julio de 2003–Fernley, Nevada; 12 de marzo de 2022) fue una joven estadounidense cuyos restos fueron encontrados en una fosa común poco profunda semanas después de denunciarse su desaparición, en los alrededores de un centro comercial Walmart en la ciudad de Fernley (Nevada).
Varios días antes de que se encontrara el cuerpo de Irion, Troy Driver, de 41 años, fue detenido y acusado de su asesinato. Antes de ir a juicio, se quitó la vida en su celda en agosto de 2023.

## Víctima
Naomi Irion se mudó en diversas ocasiones con su familia siguiendo a su padre, Hervé Irion, como expatriado por el Departamento de Estado de los Estados Unidos, llegando a vivir en países como Francia, Rusia, Alemania y Sudáfrica antes de que Naomi regresara a Estados Unidos de adulta. Durante su estancia en Sudáfrica, Naomi asistió a la American International School de Johannesburgo, donde se graduó en 2021.
Naomi tenía tres hermanos menores, que fueron adoptados de Ucrania en 2018. Irion también tenía un hermano, Sean Michael Irion, quien murió en la infancia en 2002.

## Secuestro y asesinato
Alrededor de las cinco de la mañana del sábado 12 de marzo de 2022, Naomi Irion estacionó su vehículo en el estacionamiento de Walmart en Fernley (Nevada). Según su hermana, estaba esperando un autobús que la llevara a su trabajo. Estuvo activa en las redes sociales entre las 5:09 y las 5:23 horas. Un minuto después de su última conexión, a las 5:24, las cámaras de vigilancia mostraron a un hombre acercándose al vehículo de Irion y entrando en él. Un minuto después, el vehículo salió del estacionamiento con el hombre al volante. El hombre vestía una sudadera gris con capucha, «pantalones oscuros o vaqueros» y zapatillas deportivas oscuras. En el momento de la desaparición, Irion fue descrita como una mujer de 1,80 m de estatura, con el pelo teñido de negro y ojos verdes. Llevaba una camisa azul, un jersey gris, botas oscuras y pantalones de chándal grises.
El 15 de marzo, tres días después de la desaparición de Irion, su sedán de cuatro puertas fue encontrado en una zona industrial cerca de Fernley. La policía declaró que estaban buscando a un sospechoso que conducía una camioneta Chevrolet Silverado «oscura y de modelo reciente». El sedán de Irion fue registrado y analizado forensemente. Las fuerzas del orden realizaron numerosas búsquedas por tierra y aire. El 28 de marzo, el FBI anunció que ofrecería una recompensa de hasta 10 000 dólares estadounidenses por cualquier información que condujera al paradero de Irion. El nombre de Irion fue incluido a su lista de personas secuestradas y desaparecidas más buscadas.
El 29 de marzo, la policía recibió una pista relacionada con la desaparición de Irion que les llevó a una zona rural del condado de Churchill. Recuperaron un cadáver, que más tarde se confirmó que era el de Irion.

## Investigación
El 25 de marzo, la policía detuvo a Troy Driver, de 41 años, residente en Fallon (Nevada). Driver tenía un largo historial delictivo juvenil, incluyendo una condena por complicidad en un asesinato y una serie de robos a mano armada a los 17 años.

### Procedimientos legales
Driver fue detenido inicialmente por cargos de secuestro y se le fijó una fianza de 750 000 dólares estadounidenses, pero fue acusado de asesinato, secuestro en primer grado, robo, robo de un vehículo a motor y destrucción de pruebas tras el descubrimiento del cadáver de Irion. Una denuncia penal alegaba que Driver secuestró a Irion y la mató a tiros antes de enterrar su cadáver para no dejar pruebas. Según se informa, se deshizo del teléfono de Irion y sustituyó los neumáticos de su camioneta.
En julio de 2022, Driver fue acusado de agresión sexual, ya que la fiscalía alegó que violó a Irion antes de matarla. En noviembre, se le declaró mentalmente apto para ser juzgado por el asesinato de Irion.
El 6 de agosto de 2023, Driver fue encontrado muerto en su celda cuando el personal de la prisión llegó para realizar una revisión rutinaria de los reclusos. Su muerte fue dictaminada como suicidio por asfixia. Aunque nunca fue condenado, las autoridades afirmaron que las pruebas en su contra eran abrumadoras. Se encontraron pruebas forenses, incluido su ADN, en el cuerpo de Irion. Driver también dejó una nota en la que se disculpaba por la «oscuridad interior» que había en él.